# Parafia Wniebowzięcia Najświętszej Marii Panny w Ludźmierzu
Parafia Wniebowzięcia Najświętszej Marii Panny w Ludźmierzu – rzymskokatolicka parafia należąca do dekanatu Nowy Targ w archidiecezji krakowskiej.
Do parafii należą wierni z miejscowości:  Ludźmierz, Krauszów (2km) i Długopole (7km).

## Proboszczowie parafii
- 1825 - 1838 ks. Andrzej Ciszek;
- 1838 - 1849 ks Marcin Kasprowicz;
- 1850 - 1881 ks. Michał Słomka;
- 1881 - 1926 ks. Piotr Krawczyński;
- 1927 - 1958 ks. Józef Styrylski;
- 1958 - 1985 ks. Leonard Harędziński;
- 1985 - 2014 ks. prałat Tadeusz Juchas;
- 2014 - 2015 ks. Kazimierz Klimczak
- 2015 -2023 ks. Jerzy Filek[1]
- 2023 - obecnie ks. Maciej Ścibor[2]

## Stowarzyszenia i grupy religijne działające przy parafii
- Akcja Katolicka
- Chór Magnificat
- Eucharystyczny Ruch Młodych
- Rada Parafialna
- Koła Żywego Różańca
- Ruch Światło-Życie
- Rycerze Kolumba
- Schola Uśmiech Maryi
- Siostry Urszulanki SJK
- Służba Liturgiczna